# Fernando Prestes (kommun)
Fernando Prestes är en kommun i Brasilien.   Den ligger i delstaten São Paulo, i den sydöstra delen av landet, 600 km söder om huvudstaden Brasília. Antalet invånare är 5 534.
Följande samhällen finns i Fernando Prestes:
- Fernando Prestes

Trakten runt Fernando Prestes består till största delen av jordbruksmark. Runt Fernando Prestes är det ganska glesbefolkat, med 38 invånare per kvadratkilometer.